# 슈테판 포슈
슈테판 포슈 (Stefan Posch, 1997년 5월 14일 ~ )는 오스트리아의 축구 선수이며, 볼로냐에서 라이트백 또는 센터백으로 뛰고 있다.